# Terry Pheto
Terry Pheto   (Evaton, 11 de maig de 1981) és una actriu sud-africana coneguda per protagonitzar la pel·lícula guanyadora d'un Oscar Tsotsi (2005) i altres telenovel·les sud-africanes. Va tenir un paper recurrent com a cirurgiana cardíaca, la doctora Malaika Maponya, a la telenovel·la estatunidenca Bellesa i poder. Terry Pheto forma part d'un grup d'individus i empreses implicats en l'escàndol de corrupció de la Comissió Nacional de Loteries.
Criada a Soweto fins als 20 anys, l'agent de càsting Moonyeenn Lee va descobrir Pheto en un grup de teatre a Soweto durant la cerca d'un repartiment per a Tsotsi amb Presley Chweneyagae.
Després del seu debut a Tsotsi, Pheto va aparèixer en altres pel·lícules com ara Catch a Fire (2006), Goodbye Bafana (2007) i How to Steal 2 Million (2012).